# Evolution (wrestling)
 For alternative betydninger, se Evolution (flertydig). (Se også artikler, som begynder med Evolution)
Evolution var en gruppe wrestlere i World Wrestling Entertainment, der eksiterede på organisationens RAW-brand fra 2003 til 2005. Gruppen bestod af Ric Flair, Randy Orton, Triple H og Batista og var på mange måder en efterligning af Ric Flairs tidligere gruppe, IV Horsemen, der havde eksiteret i National Wrestling Alliance og World Championship Wrestling i 1980'erne og 1990'erne. Randy Orton blev smidt ud af Evolution i 2004, Batista forlod gruppen i starten af 2005, og Triple H vendte Ric Flair ryggen samme år, og dermed blev Evolution spillet op.
| Sport | Spire Denne artikel om sport er en spire som bør udbygges. Du er velkommen til at hjælpe Wikipedia ved at udvide den. |